# Salvatore Maccali
Salvatore Maccali (né le 2 avril 1955 à Milan en Lombardie) est un coureur cycliste italien. professionnel de 1978 à 1986, il a notamment remporté la médaille de bronze du championnat du monde sur route amateurs en 1977 et une étape du Tour d'Espagne en 1978. 

## Palmarès

### Palmarès amateur
- 1977
  - 6e étape du Baby Giro
  - Prologue (contre-la-montre par équipes) et 7e étape du Grand Prix Guillaume Tell
  - Gran Premio Industria del Cuoio e delle Pelli
  - Circuito Molinese
  - 2e du championnat d'Italie sur route amateurs
  -  Médaillé de bronze du championnat du monde sur route amateurs

### Palmarès professionnel
- 1978
  - 13e étape du Tour d'Espagne

## Résultats sur les grands tours

### Tour d'Espagne
3 participations
- 1978 : 49e, vainqueur de la 13e étape
- 1983 : 50e
- 1984 : 39e

### Tour d'Italie
6 participations
- 1979 : 48e
- 1981 : 59e
- 1982 : abandon
- 1983 : 59e
- 1984 : 30e
- 1985 : 41e